# Jurnalismul narativ
Jurnalismul narativ este o interpretare a unei povești  și  modul în care un jurnalist o expune, fie ficțional, fie non-ficțional. Pe scurt, este modul în care se poate spune o poveste.
Jurnalismul narativ este cunoscut și ca jurnalism literar, definit  ca nonficțiune creativă, care dacă este scrisă bine, conține informații corecte și bine documentate  captând atenția cititorului. Jurnalismul narativ este corelat cu jurnalismul de imersiune, un termen folosit pentru a descrie situația când un scriitor urmărește un subiect sau o temă pentru o perioadă lungă de timp (săptămâni sau luni) și detaliază experiența dintr-o perspectivă personală.

## Istoric
In cold Blod,  de Truman Capote este un exemplu concret al jurnalismului narativ, sub forma unei nuvele. Publicată în 1965, cartea a fost prima ”nuvelă nonficțională” care i-a ajutat pe jurnaliști să găsească posibilități de a folosi tehnici de scris inovatoare și creative , respectând în același timp regulile jurnalismului.
Chiar dacă Truman Capote se consideră a fi inventatorul acestei noi forme de jurnalism, jurnalismul narativ a fost descoperit cu mult timp înainte. Caracteristici ale jurnalismului narativ se pot găsi în scrierile lui Daniel Defoe în secolul al XVIII-lea, în scrierile lui Mark Twain în sec. al XIX-lea, James Agee, Ernest Hemingway și John Steinbeck în perioada celui de-al Doilea Război Mondial. 
Contemporanul lui Truman Capote, Tom Wolfe a scris The New Journalism în 1974 prin care a popularizat discuțiile despre oportunitatea narativului în jurnalism. Tom Wolfe îl consideră pe Gay Talese ca fiind ”tatăl” noului jurnalism și exemplifică bazele jurnalismului narativ în lucrarea sa ”The Gay Talese Reader”.
În zilele noastre, în multe nuvele nonfictive se folosește jurnalismul narativ pentru a spune o poveste. În publicații precum Harper's, The New Yorker, Esquire, Rolling Stone și The Village Voice, jurnaliștii narativi își regăsesc identitatea.
Ziarele mainstream sunt precaute în ceea ce privește susținerea jurnalismului narativ, datorită limitării de timp și spațiu. Din acest motiv ziarele publică articole narative în publicațiile de duminică sau în suplimente.
Definițiile jurnalismului narativ sunt multe și variate. Unii preferă să îl asemene jurnalismului literar sau nonficțiunii creative. Mai simplu spus, narativul este modul în care se construiește o poveste dintr-un anumit punct de vedere urmărind desfășurarea evenimentelor. Programul Nieman on Narrative Journalism, apărut în 2001, are ca scop înființarea unui centru ce susține instruirea, studierea și practicarea jurnalismului narativ. Fundația Nieman ilustrează jurnalismul narativ ca fiind mai mult decât un mod de a spune o poveste. Jurnalismul narativ este un gen literar complex cu multiple substraturi și contexte care dacă sunt bine scrise au capacitatea de a revoluționa ziarele, de a le face esențiale și convingătoare. În linii mari , elementele cruciale ale jurnalismului narativ sunt următoarele :
•	informații corecte și bine documentate , care stârnesc interesul cititorului
•	ilustrează persoane intrigante ,emoții umane și situații reale. Descoperă  povestea reală din spatele  poveștii făcute publice.
•	îmbină reportajul cu stilul fictiv

Mark Kramer, cofondatorul programului Nieman on Narrative Journalism, susține că  “journalism that doesn’t assume the reader is a robot, that acknowledges the reader knows lots and feels and snickers and gets wild.” Kramer subliniază importanța cuvântului. Cititorii își beau cafeaua de dimineață în compania ziarului, spune acesta. Ei vor să înțeleagă și să se identifice cu stilul ziarului; articolele obișnuite sunt anonime și reținute, făcându-l pe cititor să se simtă singur. Când ai o audiență constituită din oameni atât de diferiți pare nobil să apelezi la cel mai mic numitor comun și să dezbați doar evenimentele. Rezultatul este depersonalizarea noului cuvânt- jurnalismul narativ are scopul de a pune vocea umană înapoi pe masa de mic dejun. Kramer definește jurnalismul narativ ca un stil care conține următoarele elemente:
1.	Scene
2.	Caractere
3.	Acțiuni care se desfășoară de-a lungul timpului
4.	O voce cu personalitate
5.	O relație cu publicul
6.	O destinație – un subiect, un scop și un motiv.

## Jurnalismul narativ online
Unul dintre cele mai recente exemple ale practicii jurnalismului narativ online poate fi găsit în Philadelphia Inquirer's nonfiction serial "Black Hawk Down" Arhivat în 13 august 2019, la Wayback Machine.. Seria de publicații online din 1997 povestește despre dramaticul raid aerian American din Mogadishu, bazate pe interviurile luate soldaților care au participat la război. Povestea a devenit o parte carte ilustrată, o parte documentar și altă parte program de radio, ceea ce a pemis cititorilor să exploreze subiectul în profunzime.
Odată cu oportunitatea publicării online gratuite din zilele noastre, jurnalismul narativ a devenit popular în rândul scriitorilor dornici să-și exprime părerile personale despre probleme publice și evenimente fără însemnătate.
Salon și Slate sunt două dintre ce mai populare forumuri ale jurnalismului narativ.  Alte site-uri devotate jurnalismului narativ sunt Creative Nonfiction și Atlantic Unbound. Odată cu creșterea popularității jurnalismului al cărui conținut este creat de către public, apare potențialul cercetării la locul faptei pentru a furniza o varietate de nișe.
Six Bilion, fondat în 2003, a fost o publicație online a jurnalismului narativ care a încercat să abordeze fiecare problemă la 360 de grade. Fiecare problemă (cu tematici ca ”Battleground States” sau ”Veterans of Foreign Wars”) recomandă o poveste spusă sub formă scrisă, film/video, fotografie, sunet, ilustrație sau media interactivă.

## Dificultăți în jurnalismul narativ
"A narrative does not depart from the cardinal rule: Make nothing up or you'll be out of here and working at the Sunglass Hut so fast it'll make your head spin around. A narrative is a journalistic form that has fallen into considerable disfavor in the wake of our craft's ceaseless, self-flagellating credibility crisis" — Patrick Beach, Austin American-Statesman
De când jurnalismul narativ este bazat pe capacitatea scriitorului de a-și reconstrui experiențele, mulți profesioniști în noul domeniu sunt precauți în utilizarea tehnicilor pentru că este adesea mai grea verificarea faptelor  în poveste. În timpul lui Jayson Blair, cei interesați de etica relatărilor și stilului de a scrie corect au devenit prudenți la modul de relatare care poate denatura faptele pentru a determina publicul să se implice mai mult emoțional.
Jurnalismul narativ nu are încă un loc bine definit în mass-media din cauza tehnicilor prestabilite de formulare a știrilor. Narațiunea este un domeniu în care jurnaliștii nu au pregătirea necesară și reporterii de hard-news nu au neapărat darul de a povesti.
Jurnalismul narativ nu poate fi practicat în orice circumstanță.